# Praterie canadesi
Le praterie canadesi sono una regione nel Canada occidentale. Il nome può corrispondere a diverse definizioni, sia naturali che politiche.

## Definizioni
La parola prateria di solito si riferisce ad un tipo particolare di pascoli, estensione settentrionale della grande prateria nordamericana che, nel senso stretto della definizione, è riscontrabile solo nella regione meridionale compresa tra Alberta e Saskatchewan. 
Tuttavia il concetto di "prateria" può essere anche esteso a tutte quelle pianure interne del Canada, comprese tra le Montagne Rocciose Canadesi e lo scudo canadese, e che mimano in un certo verso la regione delle Grandi Pianure degli Stati Uniti. Può anche fare riferimento a tutti i territori agricoli delle province di Alberta, Saskatchewan, Manitoba, una definizione basata sul tipo di utilizzazione umana.
Infine, la prateria può comprendere l'intera area di tutte e tre queste province - una regione conosciuta come le Prairie provinces. Le Provincie delle praterie rientrano nel Canada occidentale, storicamente a questa regione si fa riferimento con il nome di Nord-Ovest canadese o semplicemente "l'Occidente".

## Il recente sviluppo
Alcune regioni delle praterie canadesi hanno assistito ad uno sviluppo particolarmente accentuato negli ultimi decenni, conseguenza diretta del boom dovuto alle estrazioni petrolifere a partire dalla seconda metà del XX secolo. Capofila è indubbiamente l'Alberta, con tassi di crescita economica e della popolazione secondi solo a quelli dell'Ontario, così come il Manitoba che sta assistendo a livelli record di crescita dell'immigrazione.